# Polydesmus phantasma
Polydesmus phantasma är en mångfotingart som beskrevs av Karl Wilhelm Verhoeff 1925. Polydesmus phantasma ingår i släktet Polydesmus och familjen plattdubbelfotingar. Inga underarter finns listade i Catalogue of Life.